# Final de la FA Cup de 1956

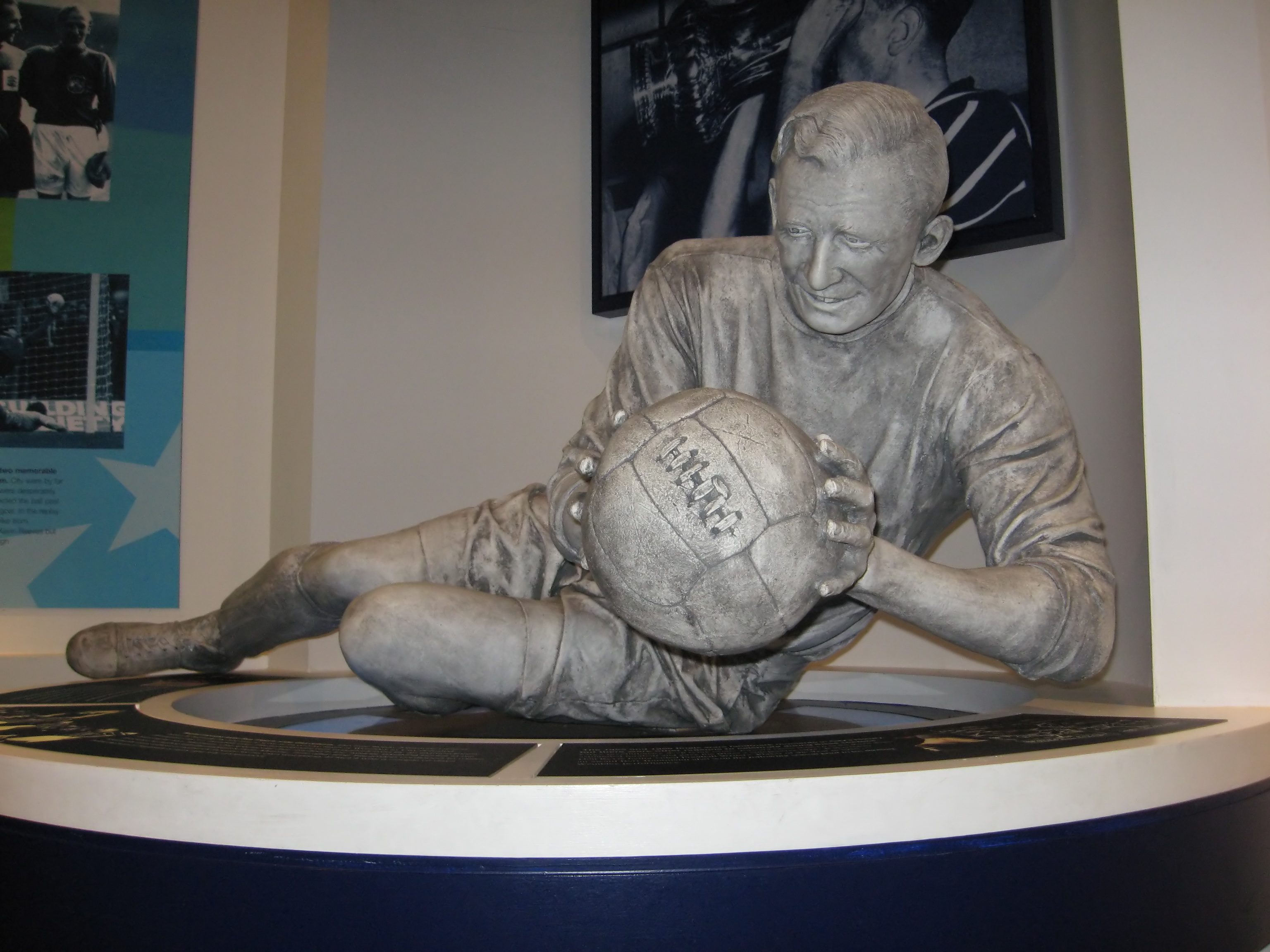
Bert Trautmann terminó el partido a pesar de sufrir una grave lesión tras un choque.

La final de la FA Cup de 1956 fue un partido de fútbol disputado el 5 de mayo de 1956 en el antiguo estadio de Wembley de Londres, Inglaterra, entre los ganadores de las semifinales de la Football Association Challenge Cup, más conocida como la FA Cup: el Manchester City y el Birmingham City. Noventa minutos de juego decidieron el equipo campeón del torneo. Fue la sexta aparición en esta ronda para el Manchester, mientras que el Birmingham luchó por su primer campeonato, después de que hubiese perdido en la final de la edición de 1931.
Ambos equipos tuvieron que ganar cinco partidos para llegar a la final. Las victorias del Manchester City fueron por la mínima ventaja y, además, necesitaron repetir el partido contra el Liverpool tras un empate a cero en Maine Road. El avance en el torneo fue más cómodo para el Birmingham City: consiguieron anotar dieciocho goles, mientras que solo recibieron dos, y pasaron de ronda a la primera en todas las ocasiones, a pesar de tener que jugar todos sus encuentros lejos de su estadio. Así pues, se convirtieron en el primer conjunto en llegar a la final de esta competición sin jugar ningún partido en su campo.
El Birmingham City llegó como favorito al partido. Un total de 100 000 personas presenció la final desde el estadio, a las que se sumaron otras 5 millones que lo vieron por televisión. El Manchester City se adelantó gracias a un tanto de Joe Hayes, pero Noel Kinsey marcó el empate a mediados de la primera parte. Los goles de Jack Dyson y Bobby Johnstone le dieron la victoria al Manchester por 3 a 1. El partido se recuerda por el heroísmo del portero del Manchester City, Bert Trautmann, quien continuó jugando a pesar de haberse roto un hueso del cuello en una colisión con el jugador rival Peter Murphy.

## Camino a la final

### Manchester City
| Ronda     | Oponente          | Lugar   | Resultado |
| --------- | ----------------- | ------- | --------- |
| Tercera   | Blackpool         | Local   | 2-1       |
| Cuarta    | Southend United   | Visita  | 1-0       |
| Quinta    | Liverpool         | Local   | 0-0       |
| Quinta    | Liverpool         | Visita  | 2-1       |
| Sexta     | Everton           | Local   | 2-1       |
| Semifinal | Tottenham Hotspur | Neutral | 1-0       |

Al pertenecer ambos clubes a la First Division —la primera categoría del fútbol inglés antes de la creación de la Premier League en el año 1992—, accedieron a la competición en la tercera ronda. La participación del Manchester City comenzó con una eliminatoria en casa contra el Blackpool. Los visitantes se adelantaron tras solo diez segundos de juego —el gol más rápido de su historia—, pero la niebla cubrió el estadio de Maine Road. El partido se suspendió durante la segunda mitad, justo después de que el Manchester City anotase el gol del empate, y se reinició el siguiente miércoles. El City se impuso por 2 a 1 y avanzó a la cuarta ronda, en la que se enfrentó al Southend United en Roots Hall. El equipo de Essex había inaugurado su estadio tan solo cinco meses antes y este sufría problemas de drenaje. La lluvia torrencial ocurrida una semana antes de la disputa del encuentro supuso que los operarios del club tuviesen que cavar una zanja en el campo y añadir arena. La participación del Southend en la Third Division South —división en la que la mayoría de los terrenos de juego eran de tierra—, provocó que el partido estuviese muy disputado pese a la diferencia de categoría entre ambos. Los locales trataron de lograr un tanto y Bert Trautmann tuvo que hacer numerosas paradas, pero Joe Hayes marcó el único gol en un contraataque de los visitantes, lo que dio al equipo de Mánchester el pase a la quinta ronda, eliminatoria en la que se enfrentó al Liverpool.
El partido correspondiente a la quinta ronda, celebrado en Maine Road hubo de ser repetido en Anfield, ya que ningún equipo consiguió anotar un gol. Los goles de Jack Dyson y Bobby Johnstone le dieron una ventaja de un gol al Manchester City —2-1—. No obstante, el encuentro acabó con una decisión polémica del colegiado: cuando Billy Liddell, jugador del Liverpool, disponía de una clara ocasión para materializar el empate, el árbitro dio el partido por finalizado. Liddell mandó el balón a las mallas de la portería, pero el tanto no contó ya que el partido había acabado oficialmente. En los cuartos de final, el Manchester tuvo que enfrentarse de nuevo a un conjunto de la ciudad de Liverpool; esta vez, al Everton en Maine Road. El encuentro llegó al descanso con 0-1 a favor de los visitantes gracias a un gol de Jimmy Harris. Sin embargo, los locales supieron sobreponerse a esta situación, y Hayes y Jonhstone obtuvieron el pase a las semifinales, donde se encontrarían con el Tottenham Hotspur. Esta ronda estuvo marcada nuevamente por la polémica. Con el marcador 1-0 para los «citizens», el árbitro no concedió un penalti para los visitantes después de que el portero Trautman agarrase la pierna del delantero George Robb. Tras este incidente no hubo ninguna ocasión de gol más, de modo que el City se hizo con un puesto en la final de Wembley.

### Birmingham City
| Ronda     | Oponente             | Lugar   | Resultado |
| --------- | -------------------- | ------- | --------- |
| Tercera   | Torquay United       | Visita  | 7-1       |
| Cuarta    | Leyton Orient        | Visita  | 4-0       |
| Quinta    | West Bromwich Albion | Visita  | 1-0       |
| Sexta     | Arsenal              | Visita  | 3-1       |
| Semifinal | Sunderland           | Neutral | 3-0       |

Antes del partido contra el Torquay United, el cual participaba en la Third Division, el entrenador Arthur Turner pidió a sus jugadores que demostraran un espíritu combativo y que «disputasen los 90 minutos». Así lo hicieron y consiguieron una cómoda victoria por 7 a 1. En la cuarta ronda, tuvieron que enfrentarse al Leyton Orient, equipo que les había eliminado de la competición en esta misma fase cuatro años antes. La victoria fue fácil gracias a dos tantos de Eddy Brown, quien ya había conseguido un hat-trick frente al Torquay. En la siguiente eliminatoria, jugaron ante el West Bromwich Albion en The Hawthorns. Durante la primera mitad, el guardameta Gil Merrick y su defensa hicieron un buen trabajo y consiguieron que el West Bromwich no anotase ningún tanto; Trevor Smith tuvo que despejar un cabezazo de Ronnie Allen de debajo del larguero. En la segunda parte, el Birmingham desaprovechó numerosas ocasiones hasta que una pared con Brown le permitió a Peter Murphy marcar desde el centro del área de penalti.
En la próxima ronda, la sexta, el Birmingham se enfrentó al Arsenal en un terreno de juego embarrado. Con el fin de aliviar la tensión de sus jugadores antes de los partidos importantes, el entrenador Turner solía hacer que cantasen. El escocés Alex Govan interpretó el canto «Keep right on to the end of the road» —«Sigue derecho hasta el fin del camino»— del comediante también escocés Harry Lauder, la cual fue adoptada por sus compañeros. Mientras el autobús del equipo se aproximaba a Highbury con las ventanillas bajadas, los seguidores se unieron a los cánticos, los cuales continuaron durante el desarrollo del encuentro. Tras los goles de Gordon Astall y Murphy en la primera mitad, el Birmingham se puso con un resultado de 3-0 gracias a un tanto de Brown a falta de veinte minutos para la conclusión del partido. Dos minutos después, el Arsenal marcó un gol desde 27 metros y el portero tuvo que hacer una espléndida parada a un tiro de Vic Groves para mantener la ventaja. Turner expresó su pensamiento de que la motivación de tan energética canción había tenido una gran importancia en aquella victoria.
El Sunderland, oponente en semifinales, se encontró con que uno de los mejores hombres del Birmingham, el centrocampista Roy Warhust, no podría disputar el encuentro a causa de una lesión que había sufrido en su muslo en la eliminatoria contra el Arsenal. No obstante, Jack Badham ocuparía su posición. El club describió el partido como «probablemente la mejor actuación del Birmingham frente a un rival de alta categoría». Atacaron desde el inicio y anularon la presión del Sunderland y la amenaza de Len Shackleton. Noel Kinsey marcó temprano y el segundo tanto vino de una jugada combinativa por la banda izquierda finalizada por Astall. Cuando todos los jugadores del Sunderland se sumaron al ataque, lo que dejó varios espacios en sus filas defensivas, Brown controló un balón que venía desde atrás y superó al portero. Después de la conclusión del encuentro, Astall dijo que estaba sorprendido por no haber marcado cinco goles, mientras que Brown escribió lo siguiente para un periódico:

En este partido, el Sunderland ha descubierto cuán difícil es marcar contra nuestra defensa. Por algo hemos marcado 18 goles y solo recibido dos (ambos fenomenales) en cinco eliminatorias lejos de nuestro terreno de juego. ¿Qué puedo decir para hacer justicia con el brillante portero Gil Merrick, el excelente joven Trevor Smith y los inigualables Jeff Hall y Ken Green? Una vez más, mezclaron el viejo cemento y construyeron este magnífico muro defensivo. El Sunderland habría necesitado llamar a una empresa de demolición para derribarlo.

De esta manera, el Birmingham avanzó hasta la final sin haber jugado una sola eliminatoria como local, algo que no había sido conseguido hasta entonces.

## Preparativos

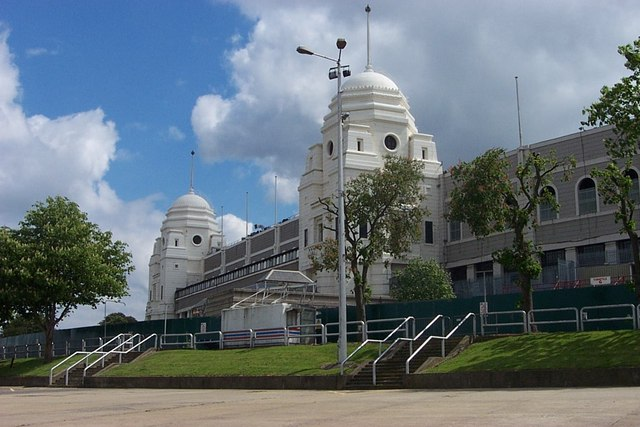
El estadio de Wembley acogió la final, al igual que lo había hecho en todas las ediciones desde su apertura en 1923.

Esta era la segunda vez que el Birmingham llegaba a una final de la FA Cup después de haber caído derrotado por 2 a 1 en la edición de 1931 frente al West Bromwich Albion. Por otra parte, era la sexta aparición para el Manchester City y la segunda consecutiva. Ya se había hecho con la copa en dos ocasiones (en 1904 y 1934) y había caído derrotado en otras tres (1926, 1933 y 1955). A pesar de que el Birmingham tenía menos experiencia en la competición, la prensa lo veía como favorito. El Daily Telegraph contrastó la «deslumbrante participación del Birmingham» con la manera en la que el Manchester City había superado sus respectivos encuentros, «rozando la eliminación», describiendo a los de las Midlands como «firmes favoritos». Las entrevistas realizadas a los futbolistas tenían habitualmente un tono alcista. Bobby Johnstone, del City, opinó que «incluso un aficionado imparcial debe tratar al Manchester City con cortesía», mientras que el jugador del Birmingham Len Boyd expresó una opinión diferente: «Dicen que el Birmingham City es el mayor favorito desde que los Wolves se estrellaran contra el Portsmouth en el año 1939».
Durante la década de 1950, la final de la FA Cup era el único partido de fútbol en ser televisado a nivel nacional, lo que daba como resultado una gran atención a los jugadores y los equipos que la disputaban por parte de los medios de comunicación. La Asociación de Futbolistas y Entrenadores del Reino Unido solicitó exitosamente cinco libras adicionales para cada hombre por aparecer en un encuentro televisado, algo que ocurría por primera vez. Los jugadores del Birmingham firmaron un contrato exclusivo con la British Broadcasting Corporation (BBC) que establecía que tan solo podrían aparecer en los programas de las cadenas de la BBC durante las semanas previas a la final; no obstante, en caso de que ganasen la final, la compañía regional ATV retransmitiría la celebración posterior a la hipotética victoria. El partido en sí atrajo una audiencia televisiva de 5 millones de espectadores, una cifra alta para aquellos tiempos.
Cada equipo recibió 15 000 entradas para la final de parte de la Asociación de Fútbol de Inglaterra —la Football Association o FA—. El Birmingham distribuyó su parte por sorteo entre aquellos aficionados que hubiesen apoyado al club en las rondas anteriores de la competición; 22 000 seguidores habían acudido a la semifinal, por lo que varios millares se quedaron sin entrada. De entre las entradas restantes, 4000 fueron para la FA, 40 640 para las federaciones regionales, 20 090 para los clubes pertenecientes a la Football League, 2550 para miembros de la FA y las 2080 restantes las recibieron los representantes de la FA y las autoridades de los estadios. Al haberse llevado a cabo una investigación por la reventa de entradas en el mercado negro durante las finales anteriores, dicha reventa se redujo en esta ocasión. Sin embargo, en la semana previa al evento, los billetes más baratos, que habían sido puestos a la venta originalmente por tres chelines y seis peniques, se vendieron en la ciudad de Birmingham por veinte veces ese valor, lo que equivalía al 35 % de los ingresos semanales de un obrero de aquella época.
Los miembros del Manchester City pasaron la semana previa a la final en un campo de entrenamiento situado en Eastbourne, Sussex oriental. Dos días antes del evento, Bert Trautmann, que había llegado a Inglaterra como prisionero de guerra, recibió el reconocimiento al «mejor futbolista del año». Ocho jugadores que habían jugado la final del año anterior fueron seleccionados para la alineación inicial. La prensa especuló acerca de la selección entre Don Revie y Bobby Johnstone, ya que Johnstone había sufrido dolores en la pantorrilla. Bill Leivers también era duda para el encuentro a causa de una torcedura de tobillo, mientras que Billy Spurdle tenía un furúnculo en su brazo izquierdo, el cual había surgido en la víspera de la final. En consecuencia, la alineación inicial del Manchester City no fue anunciada oficialmente hasta la mañana del día del partido. Leivers se recuperó después de que se sometiese a dos inyecciones cuyo objetivo era aliviar el dolor; por otro lado y en contra de las expectaciones de los medios de comunicación, Spurdle se perdió el partido. Esto significaba que tanto Revie como Johnstone, quien se desplazaría a la banda derecha, saldrían de inicio.
El cuerpo técnico del Birmingham también tenía dudas sobre la selección de sus jugadores. El capitán Len Boyd había estado sufriendo dolores de espalda durante un largo período de tiempo, de modo que había empleado inyecciones para aliviar su dolor. A causa de este contratiempo, se había perdido cinco de los siete últimos partidos de la temporada, pero se recuperó para el miércoles antes del encuentro. El centrocampista Roy Warhurst había sufrido una lesión en su muslo en el partido correspondiente a la sexta ronda de la competición y no jugó durante el resto de la temporada. Asimismo, Badham, cuyo tobillo había resultado dañado en un lance tres semanas antes, viajó el jueves junto con el resto del equipo a su residencia temporal situada en Twyford, Berkshire. Jeff Hall padecía un virus. Cuando Turner, el entrenador, anunció la alineación que disputaría el partido en la víspera de este, Boyd reemplazó a Warhurst en la banda izquierda del centro del campo. Además, no incluyó en esta lista a Badham, que había hecho, en cambio, una buena semifinal saliendo desde el banquillo, dando una oportunidad a Johnny Newman, de 22 años y sin apenas experiencia.
La compañía ferroviaria británica British Railways puso en funcionamiento 38 trenes especiales para trasladar aproximadamente 19 000 espectadores a Londres; el primero de ellos llegó a la estación de St. Pancras procedente de Mánchester poco después de las tres de la madrugada. Los folletos con el programa salieron a la venta a primeras horas de la mañana con el fin de que los vendedores no entregasen versiones no oficiales. El diario Birmingham Mail montó una imprenta temporal en el aparcamiento del estadio de Wembley con el objetivo de producir la edición especial deportiva de los sábados, el Sports Argus, la cual fue impresa en papel azul cuando lo común era que este fuese rosa. Mientras ambos conjuntos se preparaban en los vestuarios, se instó a los seguidores de ambos equipos a que cantasen canciones conjuntamente. Estos cantaron «She's a lassie from Lancashire» —cuya traducción sería «Ella es una muchacha de Lancashire»—, «Keep right on to the end of the road» y «Abide with Me» —traducido, «Cumplid conmigo»—, el cual se cantaba tradicionalmente antes de cualquier edición de la FA Cup. Cuando los jugadores salieron del túnel que comunicaba los vestuarios con el terreno de juego, Roy Paul, el capitán del Manchester City, aprovechó una última oportunidad para transmitir la emoción a todos sus compañeros deteniéndoles, levantando el puño y gritando: «Si no ganamos, os daré algo de esto [refiriéndose al puño]».

## Desarrollo del partido

### Resumen
Ambos equipos emplearon la formación típica de la época: dos defensas centrales, tres centrocampistas y cinco delanteros. Sin embargo, sus enfoques tácticos diferían. El Birmingham, acerca del cual el diario The Times decía que «usaba una férrea determinación, acometía enérgicamente contra sus adversarios y empleaba métodos abiertos y directos», utilizó el tradicional enfoque inglés que consistía en hacer llegar el balón a los extremos lo antes posible, mientras que las tácticas adoptadas por el Manchester City estaban inspiradas en las que había llevado a cabo la selección húngara para imponerse contundentemente a la de Inglaterra en el mismo estadio de Wembley tres años antes. Este sistema consistía en situar a Don Revie en una posición más interior que en la que se colocaba el tradicional delantero centro tratando de descolocar algún defensor contrario de su posición. Esta estrategia adquirió el nombre de plan Revie. Al ser las primeras equipaciones de los dos conjuntos de color azul, cada equipo vistió con su camiseta suplente para evitar la posible confusión. De este modo, el Manchester City jugó de marrón rojizo y el Birmingham City, de blanco.
El Birmingham se impuso en el sorteo inicial y el Manchester City fue el encargado de dar comienzo al encuentro. En los primeros instantes, el Birmingham presionó a su rival, pero fue Roy Clarke quien disfrutó de la primera ocasión al cruzar un balón que salió del campo cerca de la portería. A continuación, el Manchester botó dos saques de esquina y un remate de Roy Paul se marchó fuera. El siguiente ataque, en el tercer minuto, resultó en el primer gol. Revie inició la jugada combinando con Clarke y después golpeó el balón hacia atrás con el tacón para que Hayes lo pusiese fuera del alcance de Gil Merrick y adelantara así al Manchester City. En los siguientes minutos, el Manchester continuó atacando y dispuso de un córner y una nueva ocasión para Hayes, pero el Birmingham City consiguió sobreponerse al golpe y empató el partido en el minuto 15. Astall sacó desde la línea de banda y la bola le llegó a Brown, quien trató de irse de su defensor. No obstante, el balón salió rebotado y quedó muerto en el centro del área, desde donde Noel Kinsey disparó al fondo de las mallas, al palo más lejano de Trautmann. En el resto de la primera mitad, el Birmingham dominó la posesión y presionó la salida del lateral contrario Leivers, pero no logró adelantarse en el marcador. En estos minutos, Brown marcó dos tantos, aunque ambos fueron anulados por el juez de línea al considerar que el futbolista estaba en posición de fuera de juego. Faltando Warhurst y estando Boyd fuera de su posición y no en plena forma física, el Birmingham había perdido fuerza, lo que les había dejado vulnerables frente al estilo poco convencional del Manchester City.
Durante el tiempo de descanso, surgió una disputa entre el entrenador del Birmingham y algunos de los jugadores acerca de su forma física; por otra parte, en el vestuario de su rival, hubo otra discusión que tuvo como protagonistas a Barnes y Revie. Barnes había jugado defensivamente en la primera parte del partido para tratar de minimizar la amenaza de Peter Murphy, pero Revie le pidió que jugará hacia la portería contraria. Mientras tanto, el entrenador Les McDowall les ordenó que mantuvieran más la posesión e hicieran que sus rivales tuviesen que perseguir el balón.
Hubo pocas ocasiones en los minutos posteriores a la salida de los vestuarios, pero después, a la hora de partido, el Manchester City recuperó el dominio del mismo en poco tiempo marcando dos goles. Revie inició una jugada en la que se vieron envueltos Barnes, Dyson y Johnstone en la banda derecha. Barnes dio un pase interior para Dyson, quien evitó a los defensas contrarios y marcó el segundo tanto del encuentro para el Manchester. Tan solo dos minutos después, Trautmann recogió el balón tras una jugada del Birmingham y lo pateó hasta la posición de Dyson por encima de los oponentes, que estaban replegándose tras su ataque. Dyson tocó la bola lo justo para que esta le llegara a Bobby Johnstone, quien avanzó un poco con ella e hizo el tercero para su equipo, convirtiéndose así en el primer jugador de la historia en marcar gol en dos finales consecutivas de la FA Cup.
A falta de 17 minutos para la conclusión de la final, el Birmingham gozó de una buena ocasión cuando Murphy cabeceó el balón dentro del área, el cual llegó hasta Dave Ewing. El portero Trautmann se lanzó a por él, pero se golpeó su cuello con el tobillo derecho de Murphy. Trautmann cayó inconsciente y el colegiado detuvo el partido inmediatamente. Laurie Barnett, uno de los preparadores físicos del Birmingham, saltó rápidamente al terreno de juego para atender al guardameta. La asistencia se prolongó durante varios minutos y, como no se permitían cambios, en caso de que Trautmann no pudiera continuar, su equipo tendría que finalizar el partido con diez jugadores. Roy Paul, el capitán, opinó que Trautmann no podía seguir en ese estado y propuso que Roy Little se pusiera los guantes y actuara de portero durante el tiempo restante. Sin embargo, Trautmann, aún aturdido y prácticamente incapaz de sostenerse de pie, insistió en seguir. Disputó ese cuarto de hora bajo un grave dolor. Los defensores del Manchester, tratando de evitar que tuviese que realizar ningún esfuerzo, despejaban la bola cada vez que esta se acercaba lo más mínimo a la portería. A pesar de esto, Trautmann tuvo que desbaratar dos nuevas ocasiones de Brown y Murphy; en la segunda de ellas, chocó con Ewing y se retorció de dolor, de modo que las asistencias tuvieron que volver a entrar al campo.
No hubo más goles y el colegiado hizo sonar su silbato para anunciar el final del partido con un resultado de 3 a 1 para el Manchester City. Mientras los jugadores dejaban el terreno de juego, los aficionados cantaron «For he’s a jolly good fellow» —«Es un muchacho excelente», en español— en honor a la bravura de Trautmann. Roy Paul encabezó al conjunto en la subida al palco, donde recibieron lo que significaba el tercer trofeo para el Manchester. El cuello siguió causándole un fuerte dolor a Trautmann durante la entrega de medallas y cuando el príncipe Felipe iba a colocarle la suya, comentó con él la encorvadura que había adquirido su cuerpo. Tres días después, un examen médico reveló que Trautmann se había roto un hueso de su cuello.

### Ficha
| 5 de mayo de 1956 | Manchester City                        | 3-1             | Birmingham City | Estadio de Wembley, Londres                                   |                                                               |
|                   | - Hayes 3' - Johnstone 62' - Dyson 64' | ( 1-1 ) Reporte | - Kinsey 15'    | Asistencia: 100 000 espectadores Árbitro(s): Alf Bond, Fulham | Asistencia: 100 000 espectadores Árbitro(s): Alf Bond, Fulham |

| Manchester City | Manchester City | Manchester City |                                               |                                               |                                               | Birmingham City | Birmingham City | Birmingham City |
| --------------- | --------------- | --------------- | --------------------------------------------- | --------------------------------------------- | --------------------------------------------- | --------------- | --------------- | --------------- |
| POR             | 1               | Bert Trautmann  |                                               | [ 67 ]                                        |                                               | POR             | 1               | Gil Merrick     |
| DEF             | 2               | Bill Leivers    | DEF                                           | [ 67 ]                                        | 2                                             | Jeff Hall       |                 |                 |
| DEF             | 3               | Roy Little      | DEF                                           | [ 67 ]                                        | 3                                             | Ken Green       |                 |                 |
| MED             | 4               | Ken Barnes      | MED                                           | [ 67 ]                                        | 4                                             | Johnny Newman   |                 |                 |
| MED             | 5               | Dave Ewing      | MED                                           | [ 67 ]                                        | 5                                             | Trevor Smith    |                 |                 |
| MED             | 6               | Roy Paul        | MED                                           | [ 67 ]                                        | 6                                             | Len Boyd        |                 |                 |
| DEL             | 7               | Bobby Johnstone | DEL                                           | [ 67 ]                                        | 7                                             | Gordon Astall   |                 |                 |
| DEL             | 8               | Joe Hayes       | Reglas del partido:                           | Reglas del partido:                           | Reglas del partido:                           | DEL             | 8               | Noel Kinsey     |
| DEL             | 9               | Don Revie       | Tiempo reglamentario de 90 minutos.           | Tiempo reglamentario de 90 minutos.           | Tiempo reglamentario de 90 minutos.           | DEL             | 9               | Eddy Brown      |
| DEL             | 10              | Jack Dyson      | Prórroga de 30 minutos si hay empate.         | Prórroga de 30 minutos si hay empate.         | Prórroga de 30 minutos si hay empate.         | DEL             | 10              | Peter Murphy    |
| DEL             | 11              | Roy Clarke      | Repetición del partido si persiste el empate. | Repetición del partido si persiste el empate. | Repetición del partido si persiste el empate. | DEL             | 11              | Alex Govan      |
|                 |                 |                 | Sin cambios.                                  |                                               |                                               |                 |                 |                 |
| Entrenador      |                 | Les McDowall    |                                               |                                               |                                               | Entrenador      |                 | Arthur Turner   |

## Tras el encuentro
Trautmann asistió al banquete de celebración que tuvo lugar la noche del día del partido —en él, Alma Cogan cantó para los jugadores— a pesar de no poder mover su cabeza y se marchó después a dormir con la esperanza de que su lesión se sanase. Como el dolor no remitió, la mañana siguiente fue al hospital de St George, donde le dijeron que tenía un mero calambre en su cuello y que se recuperaría. Tres días después, obtuvo una segunda opinión de un doctor perteneciente a la Manchester Royal Infirmary. Se sometió a rayos X, los que revelaron que se había dislocado cinco vértebras de su cuello, de las cuales la segunda se había partido en dos. La tercera de ellas se había acuñado sobre la segunda, librando a Trautmann de un daño mayor que le podía haber costado incluso la vida.
Cuando el tren que transportaba al Manchester City desde Londres hasta la ciudad mancuniana llegó a la estación, las cámaras de Granada TV y un autobús sin techo les estaban esperando. Se embarcaron en un trayecto que les llevó desde la estación Manchester Piccadilly hasta la plaza Albert Square, situada en el centro de la ciudad, pasando por las principales calles de Mánchester. El espíritu y la gran cantidad de gente que se aglomeró para recibir al equipo hizo que el periódico local Manchester Evening Chronicle comparase esto con el Día de la Victoria en Europa. El bullicio causado por la multitud reunida en Albert Square causó varias dificultados al alcalde a la hora de pronunciar su discurso, ya que tuvo que imponerse a los cánticos de la gente, que decía: «Queremos a Bert [Trautmann]». Tras la recepción en la casa consistorial y un banquete en un restaurante situado en los jardines de Piccadilly, el equipo volvió a subirse al autobús y se dirigió a los jardines de Belle Vue, cerca del antiguo emplazamiento del estadio Hyde Road, el cual fue utilizado para disputar sus partidos como local por el Manchester City desde 1887 hasta 1923. Allí, el Evening Chronicle celebró una ceremonia.
Cerca de 10 000 personas recibieron al Birmingham City a su llegada a la estación de Snow Hill. Los jugadores, que se montaron a continuación en el primer autobús de un grupo de cuatro, saludaron a los presentes después de que se retirara la capota del vehículo en su trayecto hasta la casa consistorial. En aquel edificio, el alcalde de la ciudad saludó a los futbolistas en nombre de todos los ciudadanos. Len Boyd se dirigió a los presentes desde el balcón antes de que los autobuses continuaran con su paseo por el centro de la ciudad, cuyo destino final era el estadio del Birmingham City, el St Andrew's Stadium. El miércoles siguiente, se llevó a cabo una cena para homenajear los logros del club. Entre los invitados se encontraban, entre otros, Billy Walton, de 84 años de edad y que pertenecía al equipo desde 1888, seis jugadores que habían disputado la final de la FA Cup de 1931 —el Birmingham City perdió por 2-1 contra el West Bromwich Albion— y una delegación de representantes de la ciudad soviética de Ekaterimburgo.
A pesar de que los miles de aficionados reunidos fuera de la casa consistorial gritaron «¡No!» cuando Boyd dijo que los miembros del equipo sentían que habían decepcionado a sus seguidores, hubo recriminaciones acerca de la actuación del Birmingham y de la selección de jugadores que había jugado la final. La prensa local sugirió que los intentos de combatir los nervios por jugar en Wembley habían tenido como consecuencia «un enfoque imprevisto para el partido». La disputa que había tenido lugar durante el tiempo de descanso entre ambas mitades de juego había cambiado pocas cosas para la segunda parte; no obstante, en una entrevista concedida cincuenta años después de este evento, Gil Merrick admitió que la causa del fracaso no había sido la cuestionable forma física de Boyd, sino el fracaso a la hora de decidir cómo parar a Revie. Alex Govan, convencido de que «si Roy Warhurst hubiese estado físicamente bien habríamos sido nosotros los ganadores», culpó de la derrota a la «mala selección de jugadores», argumentando que incluso sin Warhurst, él creía que «la inclusión de Badham en el once habría significado la victoria. Nunca le habría dado a Revie la opción de dirigir el encuentro». Asimismo, Warhurst también opinó que la alineación de Newman «tuvo como consecuencia que el equipo tuviese que adaptarse a su estilo cuando durante toda la temporada habían empleado diferentes formaciones, las cuales habían sido exitosas».